# 1862 en sport
Cet article présente les faits marquants de l'année 1862 en sport.

## Alpinisme
- Fondation en Autriche de l’Osterreichischer Alpenverein[1].

## Aviron
- 12 avril : The Boat Race entre les équipes universitaires d'Oxford et de Cambridge. Oxford s'impose[2].
- 17 août : Fondation de la deuxième société d'aviron belge : Le RCNSM (Royal Club Nautique Sambre et Meuse, situé à Namur.

## Baseball
- 18 septembre : les Eckford of Brooklyn remportent le 6e championnat de baseball de la NABBP avec 14 victoires et 2 défaites[3].

## Boxe
- 28 janvier : Jem Mace défend avec succès son titre de champion britannique contre Tom King, gagnant en quarante-trois rounds[4].
- 26 novembre : Tom King devient champion britannique après avoir défait Jem Mace dans le Medway en 21e rounds[5].

## Cricket
- 1er janvier : premier jour de compétition pour la première tournée australienne de l’équipe d'Angleterre de cricket. Le match est joué au Melbourne Cricket Ground[6].
- Le Nottinghamshire County Cricket Club est sacré champion de cricket en Angleterre[7]. C’est le début d’un quart de siècle de domination par ce comté dont l’équipe est essentiellement composée de joueurs professionnels.

## Football
- L'Anglais J.C. Thring, maître assistant à l'Uppingham School, publie un code de football en 10 lois intitulé « The simplest game » (le jeu le plus simple). Thring s'inspire très largement des Cambridge Rules. L'esprit du « simplest game » reste depuis lors un des points forts du football, et l'un des dogmes du Board, gardien du jeu[8].
- 28 novembre : fondation du club de football anglais de Notts County[9].

## Golf
- 11 septembre : Tom Morris, Sr. remporte l'Open britannique à Prestwick[10].

## Jeu de paume
- L’Anglais Edmunds Tomkins succède au Français Edmond Barre comme champion du monde de jeu de paume[11].

## Joutes nautiques
- Août : Martin, dit lou Gauche, remporte le Grand Prix de la Saint-Louis à Sète[12].

## Rugby
- Sous la pression d’anciens élèves du collège de Rugby, les « Harrow Rules » sont rebaptisées les « Rugby Rules »[13].

## Saut à ski
- 22 janvier : Première compétition de saut à ski organisée à Trysil (Norvège). Parmi les premiers sauteurs notoires, citons Sondre Norheim[14].

## Sport hippique
- Angleterre : Caractacus gagne le Derby d'Epsom[15].
- Angleterre : Huntsman gagne le Grand National[16].
- France : Souvenir gagne le Prix du Jockey Club[17].
- France : Stradella gagne le Prix de Diane[18].
- Australie : Archer gagne la Melbourne Cup[19].

## Naissances
| - 1er janvier : Joe Warbrick, joueur de rugby à XV néo-zélandais. († 3 août 1903). - 2 février : Émile Coste, fleurettiste français. († 7 juillet 1927). - 17 février : Eugen Schmidt, tireur à la corde et tireur sportif danois. († 7 octobre 1931). - 27 février : Anastásios Metaxás, tireur grec. († 28 janvier 1937). - 22 mars : Edward Treharne, joueur de rugby à XV gallois. († 29 décembre 1904). - 21 avril : John Borland Thayer, joueur de cricket américain. († 15 avril 1912). - 5 mai : Jules Dubois, cycliste sur route français. († 1er décembre 1928). - 28 mai : Henry Slocum, joueur de tennis américain. († 22 janvier 1949). |  | - 3 juin : Gaston Rivierre, cycliste sur route français. († 1er décembre 1942). - 21 juin : Bruno Götze, cycliste sur piste allemand. († 28 mai 1913). - 22 juillet : Cosmo Edmund Duff Gordon épéiste britannique. († 20 avril 1931). - 31 juillet : James Brown, footballeur anglais. († 4 juillet 1922). - ? Juillet : William Bowen, joueur de rugby à XV gallois. († 26 septembre 1925). - 16 août : Amos Alonzo Stagg, entraîneur sportif américain. Pionnier du développement de plusieurs sports football américain, basket-ball, baseball et du sport universitaire. († 17 mars 1965). - 17 septembre : Jean de Madre, joueur de polo français. († 2 janvier 1934). - 15 décembre : Jack (Nonpareil) Dempsey, boxeur irlandais. († 2 novembre 1895). - 22 décembre : Connie Mack, joueur de baseball puis dirigeant et propriétaire de club américain. († 8 février 1956). - ? : Frank Brettell, footballeur puis entraîneur anglais. († ? 1936). - ? : George Heath, pilote de courses automobile américain. († ? 1943). |